# 耶察瓦河
耶察瓦河是拉脫維亞的河流，河道全長155公里，流域面積2,172平方公里，河水主要來自融雪和地下水，最終葉爾加瓦附近注入利耶盧佩河，支流有米薩河。